# Hárpalo
Hárpalo, hijo de Macatas, tuvo probablemente como madre a una de las esposas de Filipo II. Su padre y su tío (o quizá un primo) mantenían una estrecha relación con Filipo, según Plutarco. Era el tesorero traidor de Alejandro Magno.

## Mentor de Alejandro
Hárpalo fue uno de los mentores del joven príncipe Alejandro (junto con Ptolomeo, Nearco, Erigio y Laomedonte). Parece que padeció algún tipo de deficiencia física que no le dejó participar en las tradicionales actividades masculinas de la caza y las armas. Fue uno de los exiliados por Filipo tras el asunto de Pixódaro, en el que Alejandro puso en un compromiso a su padre al frustrar sus planes de fusión dinástica con el gobernador de Caria. Después del asesinato de Filipo los exiliados volvieron y fueron recompensados -Hárpalo fue nombrado tesorero de Alejandro.

## Primera traición
Pero en el 333 a. C., poco antes de la batalla de Issos, Hárpalo huyó con el tesoro en compañía de un amigo, Taurisco, sobre quien no se sabe nada.  Se fue a Grecia y se escondió por un tiempo en la Megárida. Después buscó a Alejandro para pedirle perdón y fue reinstaurado en su cargo. La razón que llevó a esa traición se desconoce: se dice que estaba en una misión secreta de espionaje, que le habían sustituido como tesorero o, si confiamos en la buena fe de este, que estaba preocupado por la enfermedad que Alejandro cogió en Tarso, o que no pensaba que Alejandro fuera capaz de vencer a Darío. Se dice que el cuñado de Alejandro, Alejandro de Epiro, estuvo implicado de alguna forma, porque mientras Hárpalo permaneció en Grecia, Taurisco viajó al palacio del rey epirota en Italia, donde murió.

## Delirios de grandeza
En el año 331 a. C. Hárpalo volvió a reunirse con Alejandro y retomó su cargo de tesorero. Después de Gaugamela y de las pequeñas estancias en Babilonia, Susa y Persépolis, se quedó en Ecbatana con el tesoro, mientras Alejandro perseguía a Darío. Desde ahí enviaba provisiones al ejército mientras este marchaba hacia el Este: les proporcionaba hombres, equipamiento, y también mandaba libros para Alejandro.
Después Hárpalo se trasladó a Babilonia, donde cometió toda clase de excesos, como organizar comilonas exóticas, o mantener una promiscua vida sexual con las prostitutas del lugar. Vivió con una cortesana ateniense llamada Pitiónica, a la que agasajaba con joyas, dinero y regalos, e incluso la adoró como a una diosa cuando murió. Entonces la reemplazó por Clicera, otra ateniense, a la que él mismo nombró reina de Tarso. También hizo grandes jardines, probando a plantar especies griegas en suelo babilonio.

## Huida y muerte
Cuando Alejandro volvió de la India, Hárpalo se dio cuenta de que se había tomado muchas libertades y huyó de nuevo. Aunque Alejandro ahora era mucho menos tolerante, reaccionó mal cuando oyó que su amigo había desaparecido y acusó de asesinos a los hombres que le habían dado la noticia.  El fugitivo fue a Atenas, llevándose con él treinta barcos, 6,000 mercenarios, y 5,000 talentos. Intentó que los atenienses se rebelaran, pero fue en vano. A pesar de intentar convencer a ciertos atenienses, incluyendo a Demóstenes, lo enviaron a prisión y el dinero le fue confiscado. Pero escapó y consiguió llegar a Creta, donde fue asesinado por Tibrón.